# Otto Rydbeck (advokat)
Otto Nils Gabriel Rydbeck, född 30 maj 1945 i Malmö, död 26 december 2004 i Khao Lak, Thailand (vid tidpunkten bosatt i Engelbrekts församling i Stockholm), var en svensk advokat.
Efter juridikstudier i Lund började han 1972 arbeta på Nils Setterwalls Advokatbyrå i Stockholm. Han var regeringens utsedda ombud under bankkrisen på 1990-talet. Han utredde också Trustorhärvan och skandalerna kring försäkringsbolaget Skandia.
Otto Rydbeck och hans 17-åriga dotter Ebba dog i tsunamikatastrofen 2004 när familjen var på semester i Khao Lak. Hustrun Birgitta och två söner överlevde. För att hedra hans minne har hans familj låtit bilda Otto Rydbecks Minnesfond med syfte att uppmärksamma berömvärda insatser inom juridiken.